# Distorção harmônica total

Ondas distorcidas de seno quadrado

A distorção harmônica total, do inglês total harmonic distortion (THD), é uma medida da distorção harmônica presente em um sinal e é definida como a razão entre a soma das potências de todos os componentes harmônicos e a potência da freqüência fundamental. O fator de distorção, um termo estreitamente relacionado, às vezes é usado como sinônimo.
Em sistemas de áudio, distorções menores significa que os componentes em um alto-falante, amplificador ou microfone, ou outro equipamento, produzem uma reprodução mais precisa de uma gravação de áudio.
Em radiocomunicações, um THD inferior significa pura emissão de sinal sem causar interferências a outros dispositivos eletrônicos. Além disso, o problema de emissões de rádio distorcidas e não ecologicamente corretas parecem também ser muito importantes no contexto de compartilhamento de espectro e sensoriamento de espectro.
Em sistemas de energia, valores baixos de THD significa menores correntes de pico, menos aquecimento, menos emissões eletromagnéticas e menos perdas no núcleo nos motores.

## Definições e exemplos
Para entender um sistema com uma entrada e uma saída, como um amplificador de áudio, começamos com um sistema ideal onde a função de transferência é linear e invariável no tempo. Quando um sinal passa por um dispositivo não ideal, não linear, o conteúdo adicional é adicionado às harmônicas das frequências originais. O THD é uma medida da extensão dessa distorção.
Quando o principal critério de desempenho é a pureza da onda senoidal original (em outras palavras, a contribuição da freqüência original com relação aos seus harmônicos), a medida é mais comumente definida como a razão entre a frequência da amplitude RMS de um conjunto de frequências harmônicas mais altas e à amplitude RMS da primeira harmônica (ou fundamental):
{\displaystyle \mathrm {THD_{F}} \,=\,{\frac {\sqrt {V_{2}^{2}+V_{3}^{2}+V_{4}^{2}+\cdots }}{V_{1}}}}
onde Vn é a tensão RMS do enésimo harmônico e n = 1 é a freqüência fundamental.